# Лаут, Валерий Назарович
Валерий Назарович Лаут (11 января 1929, Николаев — 2003) — доктор технических наук, лауреат Государственной премии СССР. Ведущий разработчик БЭСМ-2 и БЭСМ-6. Выпускник МЭИ. Специалист по полупроводниковым устройствам памяти ЭВМ. Ведущий разработчик ИТМиВТ в области запоминающих устройств.

## Биография
Родился 11 января1929 года в Николаеве.
В 1936 году поступил в школу в Киеве. В начале Великой Отечественной войны эвакуирован вместе с матерью в город Фрунзе Киргизской ССР. Там окончил школу (1945) и поступил на факультет электровакуумной техники и спецприборостроения Московского энергетического института.
Учился в одной группе с Владимиром Андреевичем Мельниковым и Всеволодом Сергеевичем Бурцевым — учениками академика Сергея Лебедева и в одно время с Марком Тяпкиным, который также учился у С. А. Лебедева. С. А. Лебедев в МЭИ вел предмет «Счетные машины».
Вместе с Марком Тяпкиным монтировал и налаживал работу «БЭСМ АН СССР» во время прохождения преддипломной практики в ИТМиВТ в 1950 году. Практику проходил в составе группы из 9 студентов МЭИ. Заведующим лаборатории был С. А. Лебедев. В этой лаборатории студенты впервые услышали о возможности создания электронной вычислительной машины.
Темой дипломной работы Валерия Лаута была конструкция памяти на электронно-лучевых трубках. В 1951 году стал выпускником МЭИ по специальности «Автоматика и телемеханика».
После окончания МЭИ в 1952 году работал в ИТМиВТ АН СССР инженером-конструктором, затем старшим инженером, ведущим конструктором.
В 1956 году награждён орденом Трудового Красного Знамени.
В 1958 году получил научную степень кандидата технических наук и стал старшим научным сотрудником.
С 1968 года руководитель отдела. Принимал участие в разработке машин БЭСМ, М-20, БЭСМ-6. Работал над устройствами памяти в отделе В. С. Бурцева. Принимал участие в создании суперкомпьютеров Эльбрус-1 и Эльбрус-2. В 1969 году получил Государственную премию вместе с другими конструкторами БЭСМ-6. БЭСМ-6 серийно выпускалась на протяжении 20 лет.
В 1981 году защитил диссертацию и получил степень доктора технических наук. В 1986 году ему было присвоено звание профессора.

## Награды
- Орден Трудового Красного Знамени (1956)[1].
- 1970 медаль «За трудовую доблесть».
- 1982 орден Дружбы народов за участие в создании «Эльбрус-1»;
- в 1988 году награждён орденом Октябрьской революции.